# 霍德尔路网

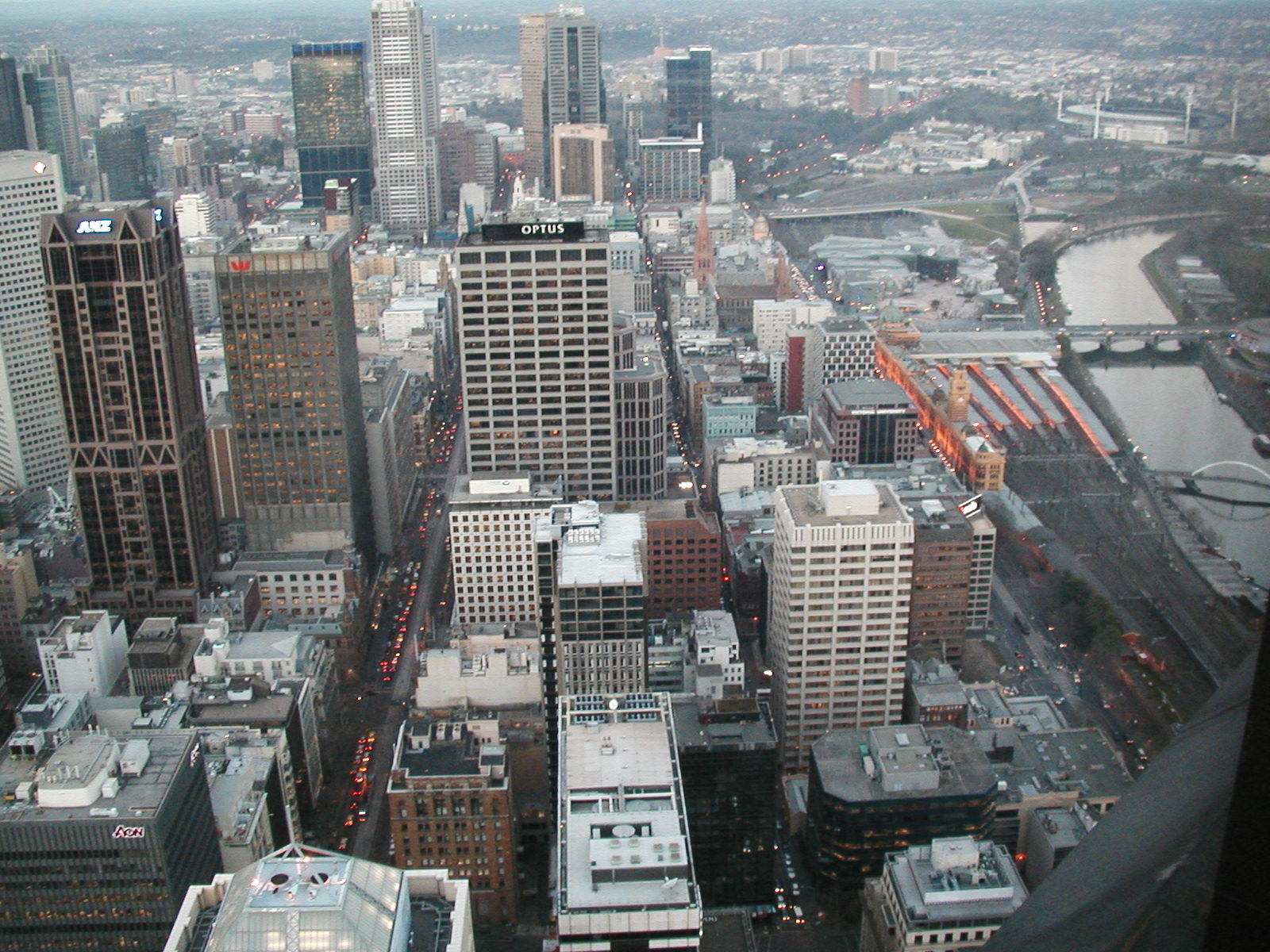
向東鳥瞰墨爾本市中心。圖中央靠左的街道是科林斯街，圖右的河流是雅拉河，旁邊是弗林德斯街車站，右上角背景可見墨爾本板球場

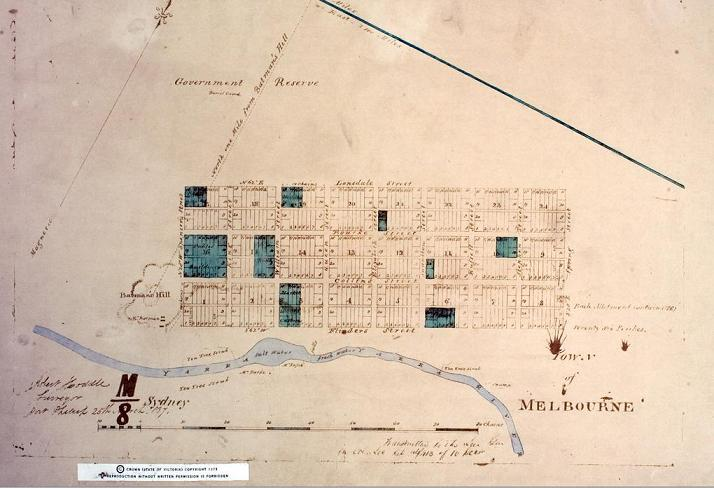
罗伯特·霍德尔繪於1837年的墨爾本測量圖，留意當時北邊只繪製至蘭士地路街

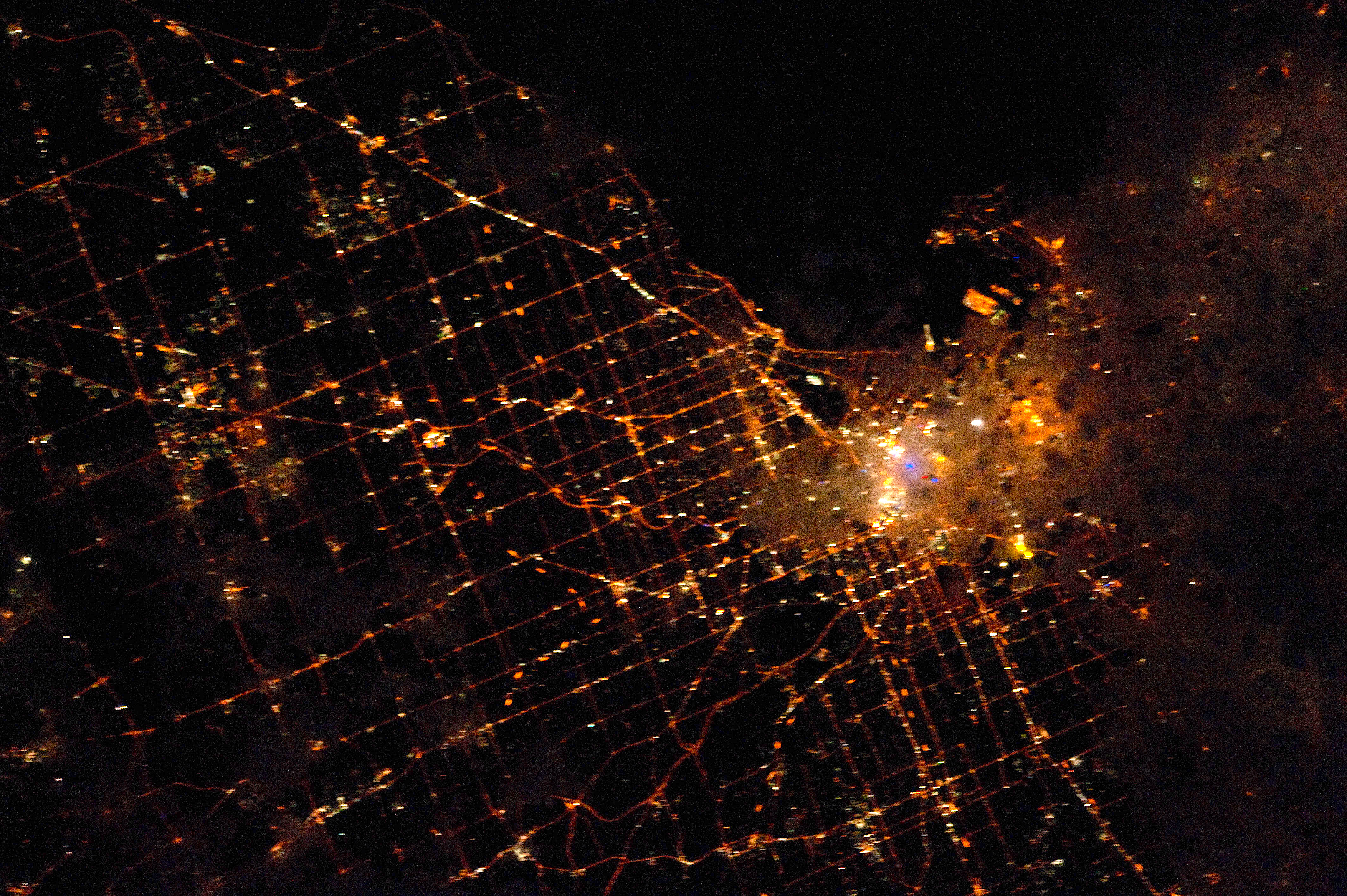

霍德尔路网（英語：Hoddle Grid）是澳大利亚墨尔本中央商务区街道网格的当代名称，呈長方形，長约1英里（1.6）、寬约0.5英里（0.80）。其边界分別为弗林德斯街、司布林街、拉筹伯街和史宾塞街。霍德尔路网与其他的墨尔本郊区路网成一定角度，因此很容易在地圖上识别出来。路网得名于测量员罗伯特·霍德尔（Robert Hoddle），他以建築師羅拔·羅素（Robert Russell）於1836年對墨爾本進行首次勘察所建立的城市網格為基礎，于1837年标出路網（至蘭士地路街，次年再延伸至拉筹伯街），並建立了該市的首个正式城镇规划。街道网格创建初期只有几百名定居者，如今已經成為墨尔本这座拥有超过500万人口的城市的核心。

## 尺寸
霍德尔路网內所有主要街道的路寬都是1.5鏈（99英尺；30）（鏈是英制長度單位，1鏈即66呎（20.1168公尺）），被大街包圍的所有街區都是邊長10鏈（660英尺；200）的正方形。因此整個霍德尔路网包含路寬的大小即為93.5鏈（6,170英尺；1,880）長、47.5鏈（3,140英尺；960）寬。路網的縱軸向西偏移20度，故此短邊為西北偏北–東南偏南走向，長邊為東北偏東–西南偏西走向，大致吻合南方的一段雅拉河。墨爾本其餘大部份地區縱軸均向東偏移8度，大致對應當時的地磁北極，(1900年時地磁偏角是8.05°東)，故此霍德尔路网在墨爾本地圖上顯得十分醒目。

## 东西向街道
平行于雅拉河：
- 拉筹伯街（La Trobe Street）（最北端）
- 小朗斯代尔街（Little Lonsdale Street）
- 朗斯代尔街（Lonsdale Street）
- 小伯克街（Little Bourke Street）

- 伯克街（Bourke Street）
- 小科林斯街（Little Collins Street）
- 科林斯街（Collins Street）
- 弗林德斯巷（Flinders Lane）
- 弗林德斯街（Flinders Street）（最南端）

## 南北向街道
垂直于雅拉河：
- 史宾塞街（Spencer Street）（最西端）
- 金街（King Street）
- 威廉街（William Street）
- 皇后街（Queen Street）
- 伊丽莎白街（Elizabeth Street）
- 斯旺斯顿街（Swanston Street）
- 罗素街（Russell Street）
- 益士比臣街（Exhibition Street）
- 司布林街（Spring Street）（最东端）

## 巷道
- 霍西尔巷（Hosier Lane）